# Беловодск
Белово́дск (укр. Біловодськ) — посёлок в Старобельском районе Луганской области, Украина.

## Географическое положение
Находится на северо-востоке Луганской области. Беловодск считается городом с самым прохладным климатом на Украине.
На территории посёлка протекает река Деркул и её приток Дубовец, на котором возведена Беловодская плотина. В центре поселка находится небольшое озеро Рица.

## История

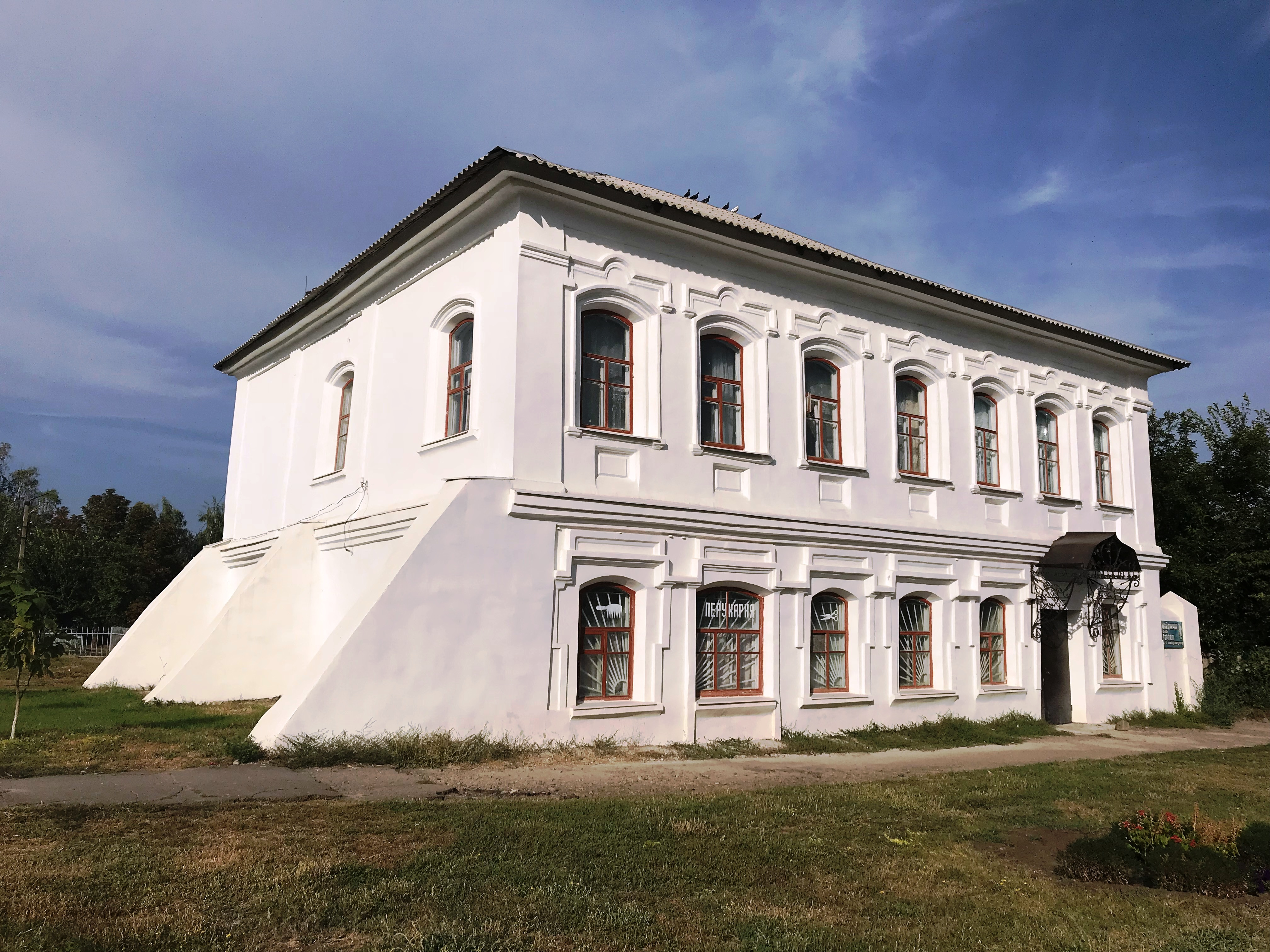
особняк 19 века

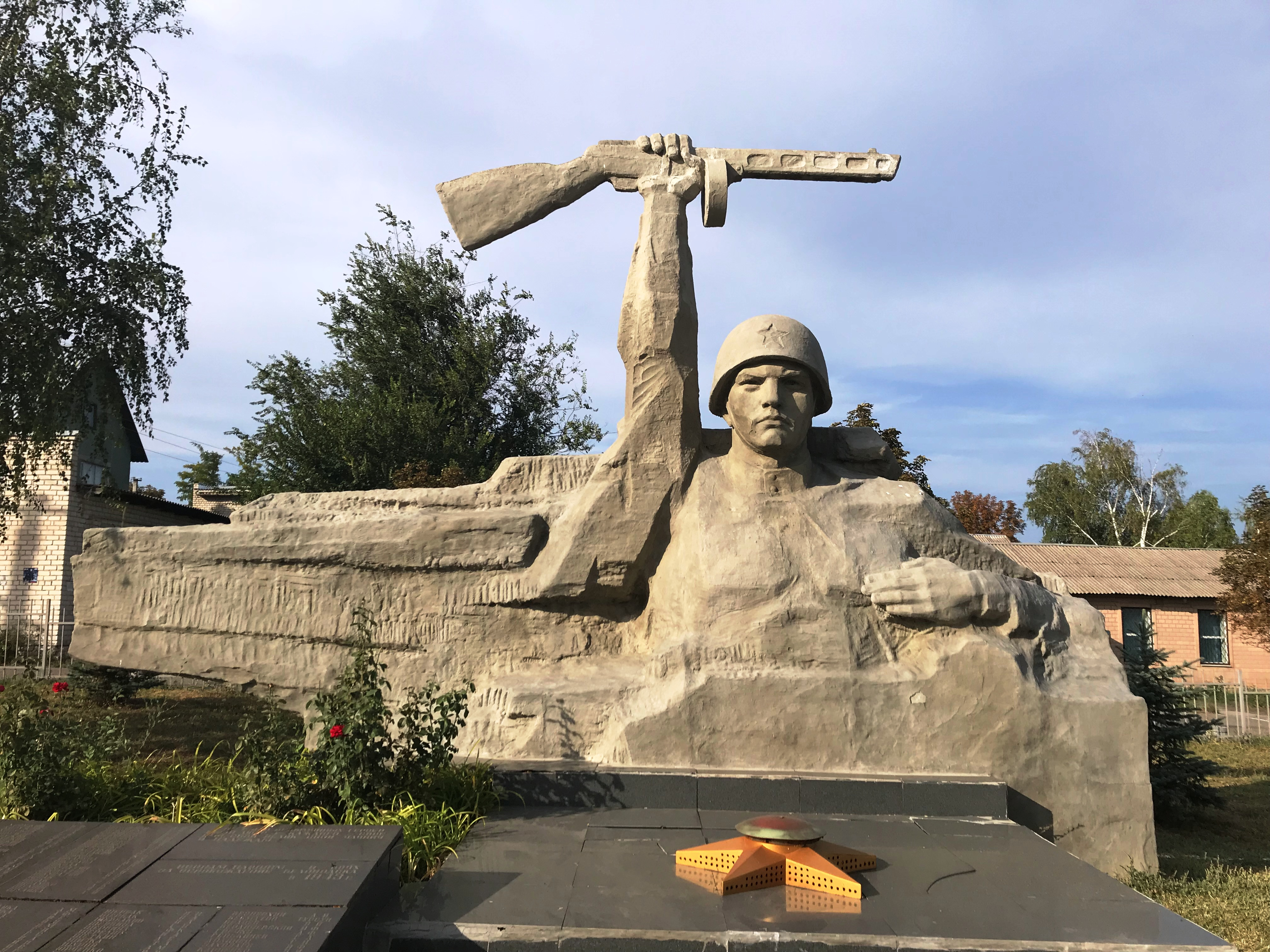
Братская могила

Слобода Беловодская являлась центром Беловодской волости Старобельского уезда Харьковской губернии Российской империи.
29 сентября 1930 года здесь началось издание районной газеты.
В годы Великой отечественной войны был оккупирован фашистскими войсками. Освобождён Красной Армией 20 января 1943 года.
С 1957 года — посёлок городского типа.
В 1970 году крупнейшим предприятием посёлка являлся молочный завод.
В январе 1989 года численность населения составляла 11 151 человек.
В мае 1995 года Кабинет министров Украины утвердил решение о приватизации находившегося здесь ремонтно-строительного предприятия.
На 1 января 2013 года численность населения составляла 8167 человек.
С 17 июля 2020 года года Беловодск является частью Старобельского района.
С начала марта 2022 года, Беловодск оккупирован российскими войсками в ходе вторжения России на Украину.

## Административное деление
Жилой массив составляет как частный сектор (преобладает), так и четырёх- и двухэтажные панельные и кирпичные дома. Последний многоквартирный дом построен в 1996 году.
Посёлок неофициально делится на районы: «городок», центр, «галативка», «300 лет», «50 лет», Гуньяна. Исторические названия улиц и районов: Лебедивка, Малакановка, Дикивка.
С 6 декабря 2019 года Беловодск — центр Беловодского викариатства Луганской епархии епархии УПЦ МП. (https://drevo-info.ru/articles/13679247.html) Кафедральный собор — Троицкий.

## Промышленность
- Беловодский лесхоз[10]
- маслозавод
- комбикормовый завод
- племенной завод «Беловодский»
- конный завод
- молокозавод
- колбасный завод

## Медицина
- коммунальное учреждение «Беловодский районный центр первичной медико-санитарной помощи»
- коммунальное учреждение «Беловодская центральная районная больница»
- межрайонное акушерско-гинекологическое отделение КУ «Беловодская ЦРБ»

## Достопримечательности

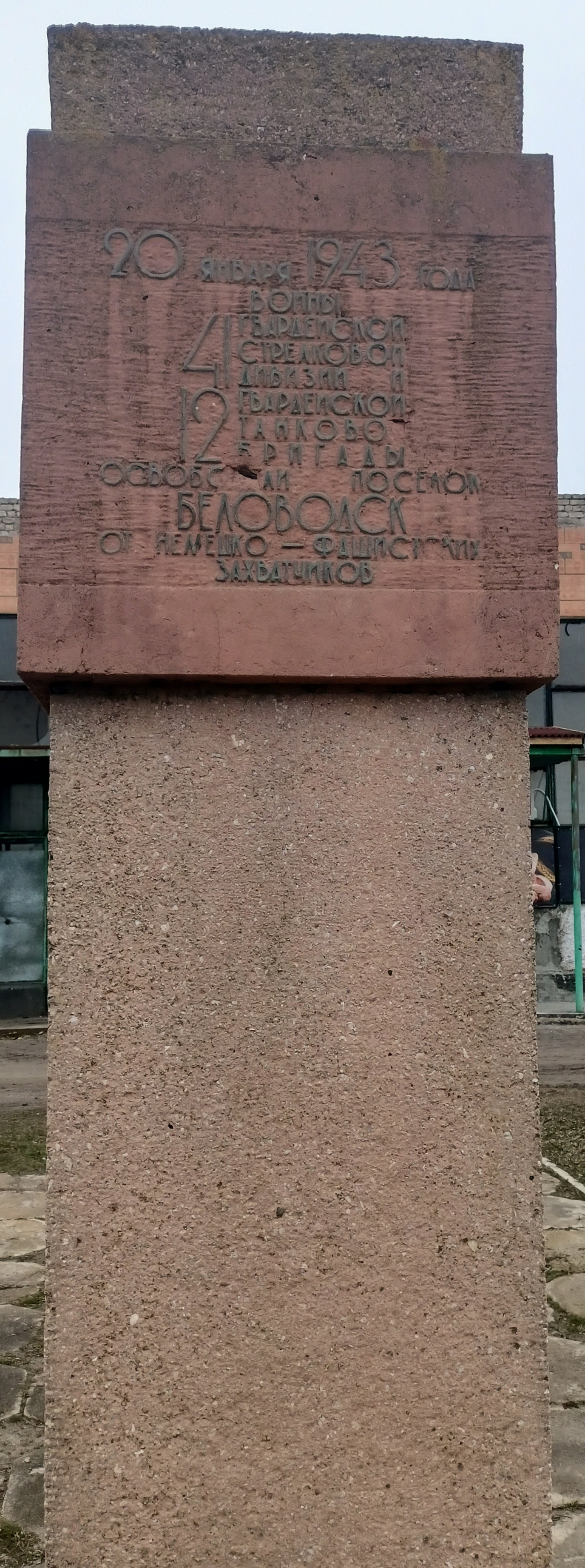
Памятный знак в Беловодске

- Юницкий ботанический заказник.
- Беловодский краеведческий музей.

## Религия

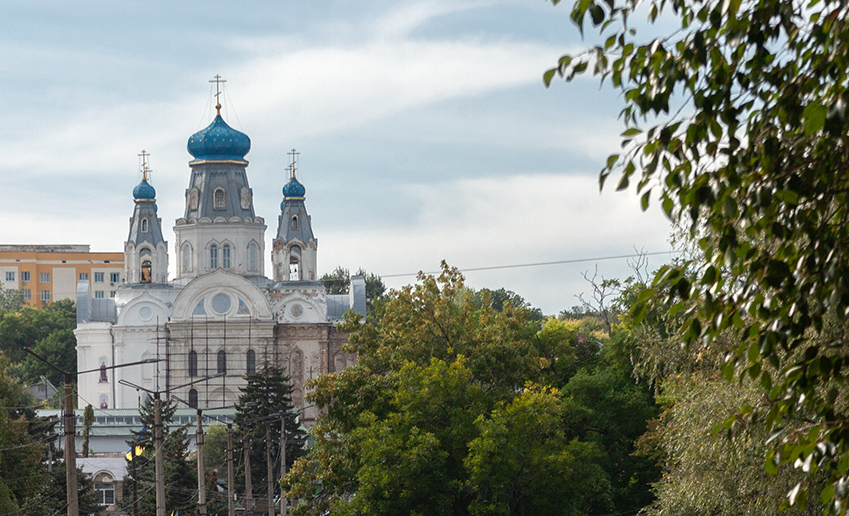
Свято-Троицкий храм

Свято-Троицкий храм. Освящён 23 августа 1848 года. Храм Святой Троицы построен по проекту известного архитектора императорских военно-конных заводов В. Букина и является одним из лучших в Украине памятников архитектуры середины XIX столетия.

## Транспорт

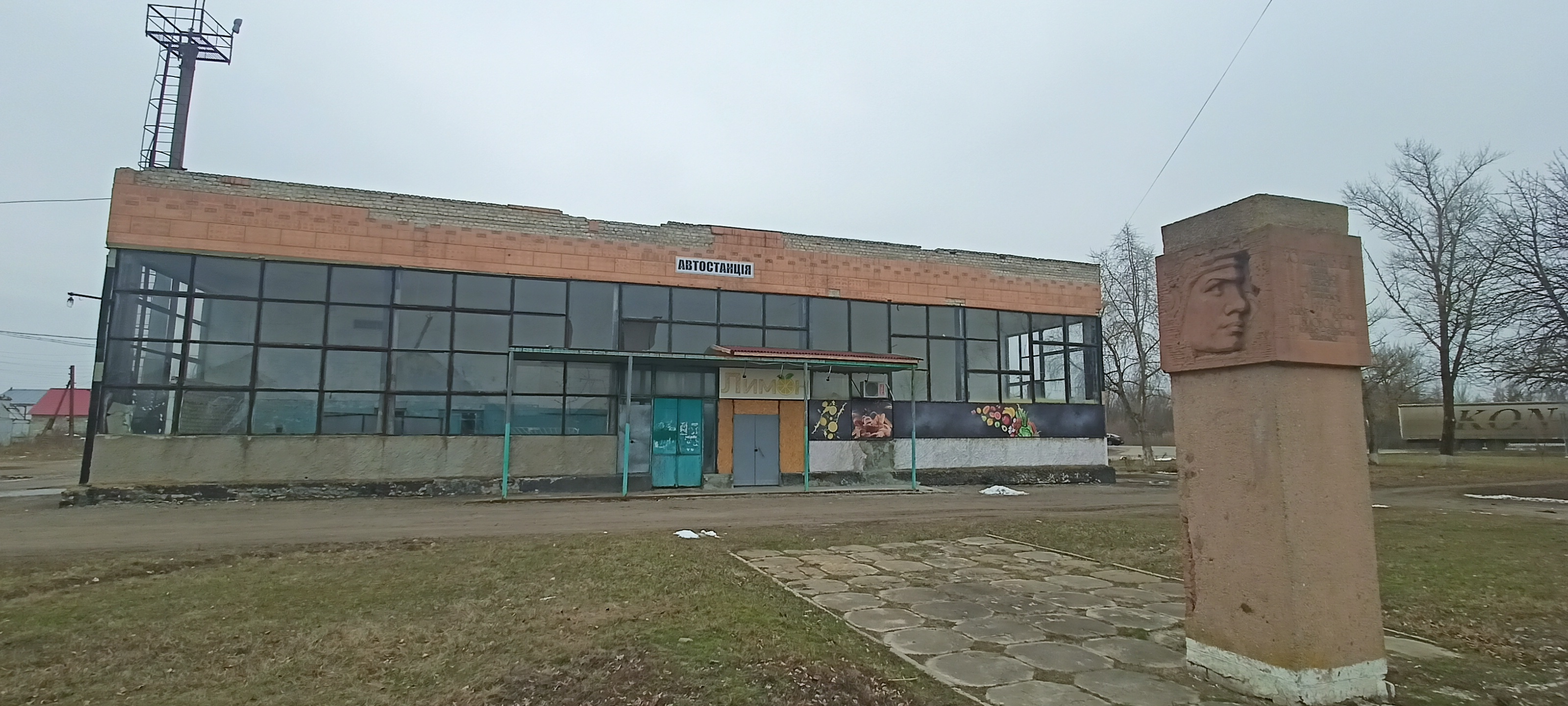
автостанция

Посёлок находится в 56 км от станции Старобельск (железнодорожная линия Луганск — Валуйки).

## Известные люди
- Филоненко, Михаил Иванович (1917—1982) — советский разведчик.
- Вильховченко Николай Николаевич. (1940—2002) Профессор, доктор технических наук, один из крупнейших ученых в области танкостроения СССР.